# Зедделер, Логгин Логгинович
Барон Логгин Логгинович Зедделер (нем. Ludwig Baron Seddeler; 10 (22) сентября 1831 — 5 (17) апреля 1899) — русский военный деятель, генерал от инфантерии (1896).

## Биография
Родился в Санкт-Петербурге. Сын военного историка барона Логгина Ивановича Зедделера.
Образование получил в Пажеском корпусе, по окончании которого в 1851 году был выпущен прапорщиком в лейб-гвардии Преображенский полк.
В 1857 году Зедделер окончил Военную академию и причислен к Генеральному штабу. В 1858 году был командирован в распоряжение командира Отдельного Оренбургского корпуса для участия в походе по Зауральской степи.

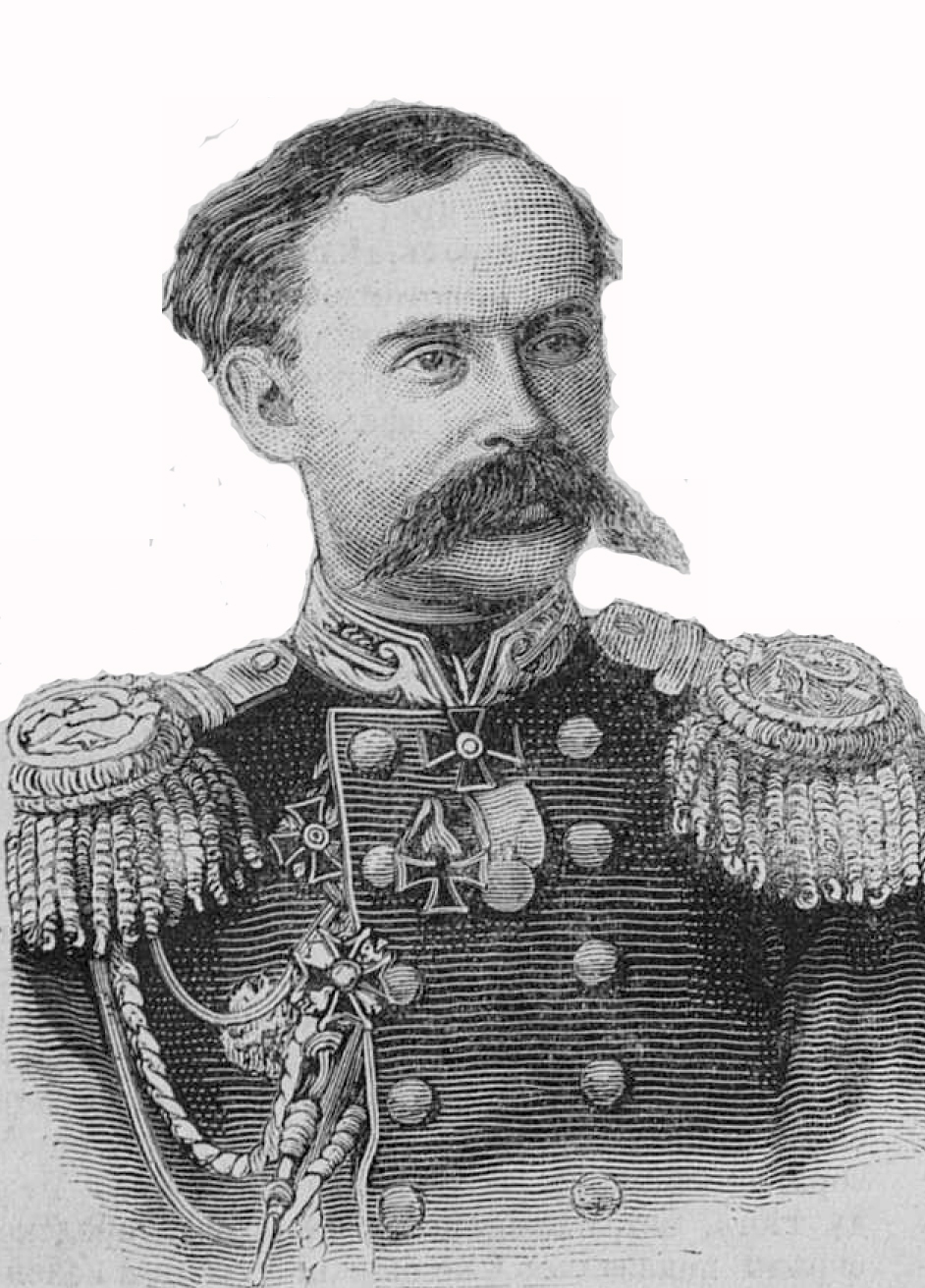
Генерал-майор
Л. Л. Зедделер, 1877 год

С 1859 года — старший адъютант штаба войск, расположенных в Финляндии. В 1861 году состоял в распоряжении военного министра. С 1862 года — начальник штаба 7-й кавалерийской дивизии.
В 1863—1865 годах Логгин Логгинович Зедделер был обер-квартирмейстером войск, расположенных в Финляндии, в 1864 году произведен в полковники.
С 1865 года начальник штаба 18-й, а с 1868 — 24-й пехотных дивизий. В 1870 году Зедделер был пожалован званием флигель-адъютанта и командирован на театр франко-прусской войны, с назначением состоять при германской армии. За участие в этих военных действиях был награждён Золотым оружием и прусским орденом Железной Короны.
С 1872 — командующий лейб-гвардии Гренадерским полком, 30 августа 1872 произведен в генерал-майоры с зачислением в Свиту и с утверждением в должности командира полка.
Участник русско-турецкой войны 1877—1878 годов: командуя 1-ю бригадой 2-й гвардейской пехотной дивизии, был тяжело ранен при штурме Горного Дубняка (1877); был помощником Главного начальника военно-учебных заведений, а с 1893 командовал 18-м армейским корпусом. Член Военного совета.
Похоронен на Смоленском лютеранском кладбище.

## Семья
Жена — Элиза Теодора, урожд. Мюллер (1838–1880).  
- Сын — Александр Логгинович[3] (1868—1924) — служил в лейб-гвардии Преображенском полку, полковник. Был женат (с 1902 г.) на Юлии Феликсовне Кшесинской[4] (1866—1969), сестре балерины М. Ф. Кшесинской.  После революции супруги Зедделер эмигрировали во Францию, жили в Париже.
- Дочь — Елизавета Логгиновна (1875—1931). Замужем за Владимиром Владимировичем Меллер-Закомельским. После революции эмигрировала. Похоронена на кладбище Сент-Женевьев-де-Буа.

После смерти первой супруги Л.Г.Зедделер в 1883 году женился на ее родной сестре Вере Констанции (в первом браке Рёр; 1841—1912).
Брат — Николай Логгинович Зедделер (1830—1924, Харьков). Племянник (сын брата) — Николай Николаевич Зедделер (1876—1937), художник, советский разведчик. 

## Награды
- 26 августа 1878 награждён орденом Св. Георгия 4-й степени.
- Также был награждён орденами Св. Анны 1-й степени с мечами, Св. Владимира 2-й степени, Св. Александра Невского, Белого Орла и многими другими, в том числе иностранными.